# Spiritual Black Dimensions
Albums de Dimmu Borgir
Godless Savage Garden Puritanical Euphoric Misanthropia
Spiritual Black Dimensions est le quatrième album studio du groupe de black metal symphonique norvégien Dimmu Borgir. L'album est produit par le label Nuclear Blast. Une version « deluxe » de l'album est parue en 2004. Les paroles sont chantées entièrement en anglais.
C'est le premier album où Mustis est le claviériste du groupe, étant précédemment un simple invité. Il remplace Stian Aarstad, clavériste présent lors des précédents albums For All Tid, Stormblåst et Enthrone Darkness Triumphant, ainsi que sur le EP Godless Savage Garden. ICS Vortex apparaît comme chanteur invité sur des chansons comme The Insight and the Catharsis, Arcane Lifeforce Mysteria et Reptile.
Dans cet album, les influences thrash et heavy metal de Shagrath et Silenoz se font ressentir, accentuées par les passages en sweeping du guitariste Astennu.

## Liste des morceaux
1. Reptile - 5:18
2. Behind the Curtains of Night - Phantasmagoria - 3:20
3. Dreamside Dominions - 5:14
4. United in Unhallowed Grace - 4:23
5. The Promised Future Aeons - 6:52
6. The Blazing Monoliths of Defiance - 4:38
7. The Insight and the Catharsis - 7:18
8. Grotesquery Conceiled - 5:12
9. Arcane Lifeforce Mysteria - 7:04
10. Masses for the New Messiah (uniquement dans la version limitée) - 5:13

## Formation
- Shagrath : Chant
- Silenoz : Guitare
- Astennu : Guitare
- Nagash : Basse
- Mustis : Claviers et synthétiseurs
- Tjòdalv : Batterie
- ICS Vortex : Chant sur The Insight and the Catharsis, Arcane Lifeforce Mysteria et Reptile